# Talatí de Dalt
Talatí de Dalt es un yacimiento prehistórico de la isla de Menorca. Está ubicado a cuatro kilómetros de la carretera general que une Mahón y Ciudadela (Me-1). Es uno de los poblados emblemáticos de la prehistoria menorquina. El acceso al yacimiento es un pequeño camino rural que transcurre por el centro de la isla conectando los yacimientos más importantes de esta zona. La pared que rodea el recinto es la más utilizada en Menorca más conocido por: “Pared seca”.

## Historia
En la segunda mitad del tercer milenio antes de Cristo una comunidad de pastores y agricultores se estableció en el poblado de Talatí de Dalt que fue construido a finales del segundo milenio antes de Cristo hasta el año 123 a. C. que fue el año de la conquista romana de Menorca. Este poblado pasó por un periodo de decadencia aunque siguió habitado hasta la expulsión de los musulmanes en el siglo XIII. En los siglos IV y II a. C. los comerciantes púnicos de Ibiza distribuyeron todo tipo de productos entre las comunidades talayóticas.

## Excavaciones
En trabajos de excavación se han documentado materiales de diversas épocas: pretalayótica, talayótica, romana, tardorromana y musulmana.
La única campaña de excavación hecha antes de 1997 fue dirigida por María Lluïsa Serra a finales de los años 50s, como no se ha publicado ninguna memoria de esta investigación la información es escasa. Las dos siguientes campañas se llevaron a cabo en 1999 y 2000; y la última campaña en el 2001.
Todavía se pueden distinguir dos talayots secundarios, restos de algunas casas talayóticas de planta circular, tres recintos cubiertos (donde eran enterrados los muertos) y el recinto de la taula, que se han convertido en uno de los lugares más turísticos de Menorca     .